# 日本のアニメ映画作品一覧 (ま行)
- 映画 > 映画の一覧 > 日本の映画作品一覧 > 日本のアニメ映画作品一覧 > 日本のアニメ映画作品一覧 (ま行)
- アニメーション > アニメーション映画 > 日本のアニメ映画作品一覧 > 日本のアニメ映画作品一覧 (ま行)
- アニメーション > アニメ作品一覧 > 日本のアニメ映画作品一覧 > 日本のアニメ映画作品一覧 (ま行)

日本のアニメ映画作品一覧 (ま行)では、日本で制作されたアニメ映画の作品名における五十音順“ま行”の一覧を記載。
記載の凡例については日本のアニメ映画作品一覧#凡例を参照
| あ行 | か行 | さ行 | た行 | な行 | は行 | ま行 | や行 | ら行 | わ行 |
| ---- | ---- | ---- | ---- | ---- | ---- | ---- | ---- | ---- | ---- |
| あ   | か   | さ   | た   | な   | は   | ま   | や   | ら   | わ   |
| い   | き   | し   | ち   | に   | ひ   | み   |      | り   | ゐ   |
| う   | く   | す   | つ   | ぬ   | ふ   | む   | ゆ   | る   |      |
| え   | け   | せ   | て   | ね   | へ   | め   |      | れ   | ゑ   |
| お   | こ   | そ   | と   | の   | ほ   | も   | よ   | ろ   | を   |

| その他 目次 | アニメ+実写・未公開/合作 |

| 1910年代-1950年代 | 1910年代・1920年代・1930年代・1940年代・1950年代           |
| 1960年代          | 1960・1961・1962・1963・1964・1965・1966・1967・1968・1969 |
| 1970年代          | 1970・1971・1972・1973・1974・1975・1976・1977・1978・1979 |
| 1980年代          | 1980・1981・1982・1983・1984・1985・1986・1987・1988・1989 |
| 1990年代          | 1990・1991・1992・1993・1994・1995・1996・1997・1998・1999 |
| 2000年代          | 2000・2001・2002・2003・2004・2005・2006・2007・2008・2009 |
| 2010年代          | 2010・2011・2012・2013・2014・2015・2016・2017・2018・2019 |
| 2020年代          | 2020・2021・2022・2023・2024・2025・2026・2027・2028・2029 |

| 目次 | • 脚注• 注釈• 出典• 参考リンク |

## ま
| 作品名                                                                  | 公開年月日                 | 上映時間 | 監督                             | 制作                                     |
| ----------------------------------------------------------------------- | -------------------------- | -------- | -------------------------------- | ---------------------------------------- |
| マイマイ新子と千年の魔法                                                | 2009年（平成21年）11月21日 | 93分     | 片渕須直                         | マッドハウス                             |
| マイメロディの赤ずきん                                                  | 1989年（平成元年）7月22日  | 30分     | 波多正美（総監督）               | サンリオ                                 |
| マインド・ゲーム                                                        | 2004年（平成16年）8月7日   | 103分    | 湯浅政明                         | STUDIO 4℃                                |
| マクロス7 銀河がオレを呼んでいる!                                       | 1995年（平成7年）10月7日   | 30分     | アミノテツロー                   | ハルフィルムメーカー、スタジオジュニオ   |
| MACROSS PLUS MOVIE EDITION                                              | 1995年（平成7年）10月7日   | 115分    | 河森正治（総監督）               | トライアングルスタッフ                   |
| 劇場版 マクロスF 虚空歌姫 〜イツワリノウタヒメ〜                        | 2009年（平成21年）11月21日 | 120分    | 河森正治                         | サテライト、エイトビット                 |
| 劇場版 マクロスF 恋離飛翼 〜サヨナラノツバサ〜                          | 2011年（平成23年）2月26日  | 115分    | 河森正治                         | サテライト                               |
| マクロスFB7 銀河流魂 オレノウタヲキケ!                                  | 2012年（平成24年）10月20日 | 90分     | アミノテツロ                     | サテライト                               |
| 劇場版 マクロスΔ 激情のワルキューレ                                     | 2018年（平成30年）2月9日   | 120分    | 河森正治（総監督）               | サテライト                               |
| 魔犬ライナー0011変身せよ!                                               | 1972年（昭和47年）7月16日  | 50分     | 田宮武（演出）                   | 東映動画                                 |
| まことちゃん                                                            | 1980年（昭和55年）7月26日  | 85分     | 芝山努                           | 東京ムービー新社                         |
| 本気!                                                                   | 1990年（平成2年）2月3日    | 50分     | 宮崎一也                         | 日本映像                                 |
| 劇場版 マジェスティックプリンス -覚醒の遺伝子-                          | 2016年（平成28年）11月4日  | 78分     | 元永慶太郎                       | セブン・アークス・ピクチャーズ、オレンジ |
| まじかる☆タルるートくん                                                 | 1991年（平成3年）3月9日    | 50分     | 山内重保                         | 東映動画                                 |
| まじかる☆タルるートくん 燃えろ!友情の魔法大戦                           | 1991年（平成3年）7月20日   | 40分     | 角銅博之                         | 東映動画                                 |
| まじかる☆タルるートくん すき・すき♡タコ焼きっ!                          | 1992年（平成4年）3月7日    | 30分     | 貝澤幸男                         | 東映動画                                 |
| マジック・ツリーハウス                                                  | 2012年（平成24年）1月7日   | 105分    | 錦織博                           | 亜細亜堂                                 |
| まじめにふまじめ かいけつゾロリ なぞのお宝大さくせん                    | 2006年（平成18年）3月11日  | 53分     | 亀垣一                           | サンライズ、亜細亜堂                     |
| 魔女っこ姉妹のヨヨとネネ                                                | 2013年（平成25年）12月28日 | 100分    | 平尾隆之                         | ufotable                                 |
| 魔女っ子メグちゃん                                                      | 1974年（昭和49年）7月25日  | 24分     | 芹川有吾（演出）                 | 東映動画                                 |
| 魔女っ子メグちゃん 月よりの使者                                         | 1975年（昭和50年）3月21日  | 25分     | 設楽博（演出）                   | 東映動画                                 |
| 魔女の宅急便                                                            | 1989年（平成元年）7月29日  | 103分    | 宮崎駿                           | スタジオジブリ                           |
| マジンガーZ                                                             | 1973年（昭和48年）3月17日  | 25分     | 白根徳重（演出）                 | 東映動画                                 |
| マジンガーZ対デビルマン                                                 | 1973年（昭和48年）7月18日  | 43分     | 勝間田具治（演出）               | 東映動画                                 |
| マジンガーZ対ドクターヘル                                               | 1974年（昭和49年）3月16日  | 25分     | 芹川有吾（演出）                 | 東映動画                                 |
| マジンガーZ対暗黒大将軍                                                 | 1974年（昭和49年）7月25日  | 43分     | 西沢信孝（演出）                 | 東映動画                                 |
| MAZINGER Z INFINITY                                                     | 2018年（平成30年）1月13日  | 95分     | 志水淳児                         | 東映アニメーション                       |
| マジンカイザーSKL Sect-1 Death Caprice                                  | 2010年（平成22年）11月27日 | 27分     | 川越淳                           | アクタス                                 |
| マジンカイザーSKL Sect-2 Search-and-Kill                                | 2010年（平成22年）12月25日 | 25分     | 川越淳                           | アクタス                                 |
| マジンカイザーSKL Sect-3 Final Count                                    | 2011年（平成23年）1月22日  | 25分     | 川越淳                           | アクタス                                 |
| マップス 伝説のさまよえる星人たち                                       | 1987年（昭和62年）7月14日  | 51分     | 早川啓二                         | スタジオぎゃろっぷ                       |
| 魔法学園ルナ 青い竜の秘密                                               | 1997年（平成9年）3月15日   | 10分     | 大地丙太郎                       | J.C.STAFF                                |
| 劇場版 魔法科高校の劣等生 星を呼ぶ少女                                  | 2017年（平成29年）6月17日  | 90分     | 吉田りさこ                       | エイトビット                             |
| 劇場版 魔法少女まどか☆マギカ [前編] 始まりの物語                        | 2012年（平成24年）10月6日  | 130分    | 新房昭之（総監督）               | シャフト                                 |
| 劇場版 魔法少女まどか☆マギカ [後編] 永遠の物語                          | 2012年（平成24年）10月13日 | 90分     | 新房昭之（総監督）               | シャフト                                 |
| 劇場版 魔法少女まどか☆マギカ [新編] 叛逆の物語                          | 2013年（平成25年）10月26日 | 116分    | 新房昭之（総監督）               | シャフト                                 |
| 魔法少女ララベル 海が呼ぶ夏休み                                         | 1980年（昭和55年）7月12日  | 15分     | 福島和美（演出）                 | 東映動画                                 |
| 魔法少女リリカルなのは The MOVIE 1st                                    | 2010年（平成22年）1月23日  | 130分    | 草川啓造                         | セブン・アークス                         |
| 魔法少女リリカルなのは The MOVIE 2nd A's                                | 2012年（平成24年）7月14日  | 150分    | 草川啓造                         | セブン・アークス                         |
| 魔法少女リリカルなのは Reflection                                       | 2017年（平成29年）7月22日  | 106分    | 浜名孝行                         | セブン・アークス・ピクチャーズ           |
| 魔法少女リリカルなのは Detonation                                       | 2018年（平成30年）10月19日 | 111分    | 浜名孝行                         | セブン・アークス・ピクチャーズ           |
| 魔法陣グルグル                                                          | 1996年（平成8年）4月20日   | 30分     | 中西伸彰                         | 日本アニメーション                       |
| 劇場版 魔法先生ネギま! ANIME FINAL                                      | 2011年（平成23年）8月27日  | 45分     | 新房昭之                         | スタジオパストラル、シャフト             |
| 魔法使いサリー                                                          | 1967年（昭和42年）7月21日  | 45分     | 新田義方（演出）、池田宏（演出） | 東映動画                                 |
| 魔法使いサリー                                                          | 1968年（昭和43年）7月21日  | 24分     | 設楽博（演出）                   | 東映動画                                 |
| 魔法使いサリー                                                          | 1973年（昭和48年）7月18日  | 24分     | 芹川有吾（演出）                 | 東映動画                                 |
| 魔法使いサリー                                                          | 1990年（平成2年）3月10日   | 25分     | 葛西治                           | 東映動画                                 |
| 魔法使いチャッピー                                                      | 1972年（昭和47年）7月16日  | 24分     | 金子允洋（演出）                 | 東映動画                                 |
| 魔法使いの嫁 星待つひと 前篇                                            | 2016年（平成28年）8月13日  | 40分     | 長沼範裕                         | WIT STUDIO                               |
| 魔法使いの嫁 星待つひと 中篇                                            | 2017年（平成29年）2月4日   | 35分     | 長沼範裕                         | WIT STUDIO                               |
| 魔法使いの嫁 星待つひと 後篇                                            | 2017年（平成29年）8月19日  | 55分     | 長沼範裕                         | WIT STUDIO                               |
| 映画 魔法つかいプリキュア! 奇跡の変身!キュアモフルン!                   | 2016年（平成28年）10月29日 | 65分     | 田中裕太                         | 東映アニメーション                       |
| 魔法の天使クリィミーマミ Long Good-Bye                                  | 1985年（昭和60年）8月3日   | 53分     | 望月智充（演出）                 | スタジオぴえろ                           |
| 魔法の天使 クリィミーマミ VS 魔法のプリンセス ミンキーモモ 劇場の大決戦 | 1985年（昭和60年）8月3日   | 3分      | 望月智充（演出）                 |                                          |
| 魔法のプリンセス ミンキーモモ 夢の中の輪舞                              | 1985年（昭和60年）8月3日   | 87分     | 湯山邦彦                         | 葦プロダクション                         |
| 魔法のマコちゃん                                                        | 1971年（昭和46年）3月20日  | 24分     | 芹川有吾（演出）                 | 東映動画                                 |
| 魔法のマコちゃん グラウンドの天使                                       | 1971年（昭和46年）7月18日  | 24分     | 岡崎稔（演出）                   | 東映動画                                 |
| ママレ〜ド♥ボ〜イ                                                       | 1995年（平成7年）3月4日    | 26分     | 矢部秋則                         | 東映動画                                 |
| 魔物ハンター妖子                                                        | 1990年（平成2年）12月1日   | 46分     | 山田勝久                         | マッドハウス                             |
| MARCO 母をたずねて三千里                                                | 1999年（平成11年）4月3日   | 96分     | 楠葉宏三                         | 日本アニメーション                       |
| マルドゥック・スクランブル 圧縮                                         | 2010年（平成22年）11月6日  | 65分     | 工藤進                           | GoHands                                  |
| マルドゥック・スクランブル 燃焼                                         | 2011年（平成23年）9月3日   | 61分     | 工藤進                           | GoHands                                  |
| マルドゥック・スクランブル 排気                                         | 2012年（平成24年）9月29日  | 66分     | 工藤進                           | GoHands                                  |
| ㊙劇画 浮世絵千一夜                                                     | 1969年（昭和44年）10月29日 | 70分     | レオ・ニシムラ（演出）           | レオ・プロダクション                     |
| MAROKO 麿子                                                             | 1990年（平成2年）3月31日   | 90分     | 押井守                           | スタジオぴえろ                           |
| まんがイソップ物語                                                      | 1983年（昭和58年）3月13日  | 61分     | ひこねのりお                     | 東映動画                                 |
| まんが日本昔ばなし 桃太郎                                               | 1977年（昭和52年）3月19日  | 13分     | 児玉喬夫（演出）                 | グループ・タック                         |
| まんが日本昔ばなし かぐや姫                                             | 1978年（昭和53年）3月18日  | 13分     | 児玉喬夫（演出）                 | グループ・タック                         |
| まんが日本昔ばなし ほらふき天狗/おけさねこ                              | 1982年（昭和57年）3月13日  | 24分     | 小林三男（チーフディレクター）   | グループ・タック                         |
| マンザイ太閤記                                                          | 1981年（昭和56年）11月28日 | 99分     | 沢田隆治、高屋敷英夫             | 東京ムービー新社                         |
| ←ほ                                                                     | ↑目次                      | み→      | み→                              | み→                                      |

## み
| 作品名                                        | 公開年月日                 | 上映時間 | 監督             | 制作                       |
| --------------------------------------------- | -------------------------- | -------- | ---------------- | -------------------------- |
| Midnight Crazy Trail                          | 2018年（平成30年）3月10日  | （不明） | 遊佐かずしげ     | ピコナ                     |
| 緑子 MIDORI-KO                                | 2011年（平成23年）9月24日  | 55分     | 黒坂圭太         | ミストラルジャパン         |
| みなしごハッチ お月さまのママ                 | 1971年（昭和46年）3月17日  | 25分     | 鳥海永行（演出） | 竜の子プロ                 |
| みなしごハッチ 傷だらけのバレリーナ           | 1971年（昭和46年）7月24日  | 25分     | 九里一平（演出） | 竜の子プロ                 |
| みなしごハッチ 忘れな草に願いをこめて         | 1971年（昭和46年）12月12日 | 25分     | 富野喜幸（演出） | 竜の子プロ                 |
| みなしごハッチ ママにだかれて                 | 1972年（昭和47年）3月12日  | 25分     | 原征太郞（演出） | 竜の子プロ                 |
| ミニパト 第1話「吼えろ リボルバーカノン!」    | 2002年（平成14年）3月30日  | 14分     | 神山健治         | Production I.G             |
| ミニパト 第2話「あヽ栄光の98式AV!」           | 2002年（平成14年）4月6日   | 12分     | 神山健治         | Production I.G             |
| ミニパト 第3話「特車二課の秘密!」             | 2002年（平成14年）4月13日  | 12分     | 神山健治         | Production I.G             |
| ミニはま MINIMUM-HAMATORA                     | 2015年（平成27年）11月14日 | 10分     | 安藤正臣         | Lerche                     |
| 耳をすませば                                  | 1995年（平成7年）7月15日   | 111分    | 近藤喜文         | スタジオジブリ             |
| 宮本武蔵 -双剣に馳せる夢-                     | 2009年（平成21年）6月13日  | 72分     | 西久保瑞穂       | Production I.G             |
| 未来少年コナン                                | 1979年（昭和54年）9月15日  | 123分    | 佐藤肇           | 日本アニメーション         |
| 未来少年コナン 特別編 巨大機ギガントの復活    | 1984年（昭和59年）3月11日  | 49分     | 宮崎駿（演出）   | 日本アニメーション         |
| 未来のミライ                                  | 2018年（平成30年）7月20日  | 98分     | 細田守           | スタジオ地図               |
| ミラクル少女リミットちゃん                    | 1974年（昭和49年）3月16日  | 24分     | 田宮武（演出）   | 東映動画                   |
| ミルキーパニック twelve                       | 2018年（平成30年）3月10日  | （不明） | 沼田心之介       | トマソン                   |
| みんなあげちゃう♡                             | 1987年（昭和62年）3月27日  | 38分     | 上村修           | ムービック                 |
| みんな集まれ! アンパンマンワールド            | 1994年（平成6年）7月16日   | 30分     | 大賀俊二、他     | 東京ムービー新社           |
| みんなでてあそび アンパンマンといたずらオバケ | 2013年（平成25年）7月6日   | 20分     | 日巻裕二         | トムス・エンタテインメント |
| ←ま                                           | ↑目次                      | む→      | む→              | む→                        |

## む
| 作品名                                  | 公開年月日                 | 上映時間 | 監督             | 制作                                 |
| --------------------------------------- | -------------------------- | -------- | ---------------- | ------------------------------------ |
| ムーミン                                | 1971年（昭和46年）3月17日  | 25分     | 大隅正秋（演出） | 東京ムービー                         |
| ムーミン                                | 1972年（昭和47年）3月18日  | 25分     | 上梨満雄（演出） | 虫プロ                               |
| ムーミン谷の彗星                        | 1992年（平成4年）8月8日    | 62分     | 斎藤博           | ビジュアル80                         |
| 蟲師 特別編「鈴の雫」                   | 2015年（平成27年）5月16日  | 46分     | 長濵博史         | アニメーションスタジオ・アートランド |
| 武者・騎士・コマンド SDガンダム緊急出撃 | 1991年（平成3年）3月16日   | 14分     | 神田武幸         | サンライズ                           |
| 武者ケロ お披露目!戦国ラン星大バトル!!  | 2008年（平成20年）3月1日   | 11分     | 近藤信宏         |                                      |
| 紫式部 源氏物語                         | 1987年（昭和62年）12月19日 | 110分    | 杉井ギサブロー   | グループ・タック                     |
| ←み                                     | ↑目次                      | め→      | め→              | め→                                  |

## め
| 作品名                                                                 | 公開年月日                 | 上映時間 | 監督                           | 制作                            |
| ---------------------------------------------------------------------- | -------------------------- | -------- | ------------------------------ | ------------------------------- |
| メアリと魔女の花                                                       | 2017年（平成29年）7月8日   | 102分    | 米林宏昌                       | スタジオポノック                |
| 迷宮物語                                                               | 1987年（昭和62年）9月25日  | 50分     | りんたろう、川尻善昭、大友克洋 | マッドハウス                    |
| メイクアップ!セーラー戦士                                              | 1993年（平成5年）12月5日   | 15分     | 小坂春女                       | 東映動画                        |
| MAZE☆爆熱時空 天変脅威の大巨人                                         | 1998年（平成10年）4月25日  | 42分     | 鈴木行                         | J.C.STAFF                       |
| 名探偵コナン 時計じかけの摩天楼                                        | 1997年（平成9年）4月19日   | 95分     | こだま兼嗣                     | キョクイチ東京ムービー          |
| 名探偵コナン 14番目の標的                                              | 1998年（平成10年）4月18日  | 100分    | こだま兼嗣                     | キョクイチ東京ムービー          |
| 名探偵コナン 世紀末の魔術師                                            | 1999年（平成11年）4月17日  | 100分    | こだま兼嗣                     | キョクイチ東京ムービー          |
| 名探偵コナン 瞳の中の暗殺者                                            | 2000年（平成12年）4月22日  | 100分    | こだま兼嗣                     | 東京ムービー                    |
| 名探偵コナン 天国へのカウントダウン                                    | 2001年（平成13年）4月21日  | 100分    | こだま兼嗣                     | 東京ムービー                    |
| 名探偵コナン ベイカー街の亡霊                                          | 2002年（平成14年）4月20日  | 107分    | こだま兼嗣                     | 東京ムービー                    |
| 名探偵コナン 迷宮の十字路                                              | 2003年（平成15年）4月19日  | 107分    | こだま兼嗣                     | 東京ムービー                    |
| 名探偵コナン 銀翼の奇術師                                              | 2004年（平成16年）4月17日  | 107分    | 山本泰一郎                     | 東京ムービー                    |
| 名探偵コナン 水平線上の陰謀                                            | 2005年（平成17年）4月9日   | 108分    | 山本泰一郎                     | 東京ムービー                    |
| 名探偵コナン コナンvsキッド SHARK & JEWEL                              | 2005年（平成17年）7月29日  | 16分     | 佐藤真人                       | 東京ムービー                    |
| 名探偵コナン 探偵たちの鎮魂歌                                          | 2006年（平成18年）4月15日  | 111分    | 山本泰一郎                     | 東京ムービー                    |
| 名探偵コナン コナンvsキッド 漆黒の狙撃者                               | 2006年（平成18年）7月28日  | 17分     | 佐藤真人                       | 東京ムービー                    |
| 名探偵コナン 紺碧の棺                                                  | 2007年（平成19年）4月21日  | 107分    | 山本泰一郎                     | 東京ムービー                    |
| 名探偵コナン 戦慄の楽譜                                                | 2008年（平成20年）4月19日  | 115分    | 山本泰一郎                     | 東京ムービー                    |
| 名探偵コナン 漆黒の追跡者                                              | 2009年（平成21年）4月18日  | 110分    | 山本泰一郎                     | 東京ムービー                    |
| 名探偵コナン 天空の難破船                                              | 2010年（平成22年）4月17日  | 102分    | 山本泰一郎                     | 東京ムービー                    |
| 名探偵コナン 沈黙の15分                                                | 2011年（平成23年）4月16日  | 109分    | 山本泰一郎（総監督）           | 東京ムービー                    |
| 名探偵コナン 11人目のストライカー                                      | 2012年（平成24年）4月14日  | 110分    | 山本泰一郎（総監督）           | TMS/V1 Studio                   |
| 名探偵コナン 絶海の探偵                                                | 2013年（平成25年）4月20日  | 110分    | 静野孔文                       | TMS/V1 Studio                   |
| 名探偵コナン 異次元の狙撃手                                            | 2014年（平成26年）4月19日  | 110分    | 静野孔文                       | TMS/V1 Studio                   |
| 名探偵コナン 業火の向日葵                                              | 2015年（平成27年）4月18日  | 113分    | 静野孔文                       | TMS/V1 Studio                   |
| 名探偵コナン 純黒の悪夢                                                | 2016年（平成28年）4月16日  | 112分    | 静野孔文                       | TMS/V1 Studio                   |
| 名探偵コナン から紅の恋歌                                              | 2017年（平成29年）4月15日  | 112分    | 静野孔文                       | TMS/V1 Studio                   |
| 名探偵コナン ゼロの執行人                                              | 2018年（平成30年）4月13日  | 110分    | 立川譲                         | TMS/V1 Studio                   |
| 名探偵ホームズ 青い紅玉の巻/海底の財宝の巻                             | 1984年（昭和59年）3月11日  | 46分     | 宮崎駿                         | 東京ムービー新社                |
| 名探偵ホームズ ミセス・ハドソン人質事件の巻/ドーバー海峡の大空中戦の巻 | 1986年（昭和61年）8月2日   | 47分     | 御厨恭輔                       | 東京ムービー新社                |
| メイドインアビス 【前編】旅立ちの夜明け                                | 2019年（平成31年）1月4日   | 119分    | 小島正幸                       | キネマシトラス                  |
| メイドインアビス 【後編】放浪する黄昏                                  | 2019年（平成31年）1月18日  | 108分    | 小島正幸                       | キネマシトラス                  |
| メイプルタウン物語                                                     | 1986年（昭和61年）7月12日  | 24分     | 貝沢幸男                       | 東映動画                        |
| メガゾーン23                                                           | 1985年（昭和60年）3月23日  | 107分    | 石黒昇                         | アートランド、アートミック      |
| メガゾーン23 PART II 秘密く・だ・さ・い                                | 1986年（昭和61年）4月26日  | 80分     | 板野一郎                       | AIC、アートランド、アートミック |
| MEGAZONE23 III                                                         | 1989年（平成元年）11月25日 | 100分    | 荒牧伸志、八谷賢一             | AIC、アートミック               |
| め組の大吾 火事場のバカヤロー                                          | 1999年（平成11年）7月27日  | 38分     | 西澤晋                         | サンライズ                      |
| 劇場版 MAJOR 友情の一球                                                | 2008年（平成20年）12月13日 | 80分     | 加戸誉夫                       | XEBEC                           |
| めぞん一刻 完結篇                                                      | 1988年（昭和63年）2月6日   | 65分     | 望月智充                       | 亜細亜堂                        |
| 劇場版 メタルファイト ベイブレードVS太陽 灼熱の侵略者ソルブレイズ      | 2010年（平成22年）8月21日  | 98分     | 杉島邦久（総監督）             | SynergySP                       |
| METROPOLIS                                                             | 2001年（平成13年）5月26日  | 107分    | りんたろう                     | マッドハウス                    |
| MEMORIES                                                               | 1995年（平成7年）12月23日  | 107分    | 大友克洋（総監督）             | マッドハウス、STUDIO 4℃         |
| メロエッタのキラキラリサイタル                                         | 2012年（平成24年）7月14日  | 20分     | 湯山邦彦                       | OLM                             |
| ←む                                                                    | ↑目次                      | も→      | も→                            | も→                             |

## も
| 作品名                                            | 公開年月日                 | 上映時間 | 監督                               | 制作                 |
| ------------------------------------------------- | -------------------------- | -------- | ---------------------------------- | -------------------- |
| もーれつア太郎                                    | 1969年（昭和44年）7月20日  | 35分     | 西沢信孝（演出）、永樹凡人（演出） | 東映動画             |
| もーれつア太郎 ニャロメの子守歌                   | 1970年（昭和45年）7月19日  | 24分     | 勝田稔男（演出）                   | 東映動画             |
| モーレツ宇宙海賊 ABYSS OF HYPERSPACE -亜空の深淵- | 2014年（平成26年）2月22日  | 92分     | 佐藤竜雄                           | サテライト           |
| 燃える仏像人間                                    | 2013年（平成25年）5月18日  | 80分     | 宇治茶                             | ムービーファクトリー |
| も〜っと!おジャ魔女どれみ カエル石のひみつ        | 2001年（平成13年）7月14日  | 26分     | 山内重保                           | 東映アニメーション   |
| 模型戦士 GUNPLA BUILDERS BEGINNING G              | 2010年（平成22年）8月10日  | （不明） | 松尾衡                             | サンライズ           |
| もののけ姫                                        | 1997年（平成9年）7月12日   | 133分    | 宮崎駿                             | スタジオジブリ       |
| もも子、かえるの歌がきこえるよ。                  | 2003年（平成15年）7月23日  | 80分     | 四分一節子                         | マジックバス         |
| 桃太郎                                            | 1918年（大正7年）3月1日    | （不明） | 北山清太郎                         | 日活向島撮影所       |
| 桃太郎の海鷲                                      | 1943年（昭和18年）3月25日  | 37分     | 瀬尾光世                           | 芸術映画社           |
| 桃太郎 海の神兵                                   | 1945年（昭和20年）4月12日  | 74分     | 瀬尾光世                           | 松竹動画研究所       |
| ももへの手紙                                      | 2012年（平成24年）4月21日  | 121分    | 沖浦啓之                           | Production I.G       |
| 森の伝説                                          | 1988年（昭和63年）2月13日  | 29分     | 手塚治虫                           | 手塚プロダクション   |
| 森の伝説 第二楽章                                 | 2014年（平成26年）9月5日   | 11分     | 手塚眞                             | 手塚プロダクション   |
| モンスターストライク THE MOVIE はじまりの場所へ   | 2016年（平成28年）12月10日 | 103分    | 江崎慎平                           | ライデンフィルム     |
| モンスターストライク THE MOVIE ソラノカナタ       | 2018年（平成30年）10月5日  | 97分     | 錦織博                             | オレンジ             |
| ←め                                               | ↑目次                      | や→      | や→                                | や→                  |